# Hötjärnen (Arbrå socken, Hälsingland)
Hötjärnen är en sjö i Bollnäs kommun i Hälsingland och ingår i Ljusnans huvudavrinningsområde.